# Chotogorka (hameau)
Chotogorka (en russe : Шотогорка) est un hameau russe de la municipalité de Piremen du raïon de Pinega dans l'oblast d'Arkhangelsk. Sa population s'élevait à 77 habitants au recensement de 2021.

## Géographie
Chotogorka est située dans l'est de l'oblast d'Arkhangelsk, un sujet du district fédéral du Nord-Ouest, en Russie européenne. Elle appartiennt à l'établissement rural de Piremen, dont le chef-lieu est Piremen, dans le raïon de Pinega, un des raïons de l'oblast, dont le centre administratif est Karpogory.
Chotogorka, comme tout l'oblast d'Arkhangelsk, est située dans le fuseau horaire MSK (heure de Moscou). Le décalage horaire appliqué par rapport au temps universel coordonné est +03:00.

## Démographie
Recensements (*) ou estimations de la population,,,,:
| 2002* | 2010* | 2012 | 2021* |
| ----- | ----- | ---- | ----- |
| 228   | 126   | 186  | 77    |

## Culture locale et patrimoine
Le hameau possède la chapelle Saint-Georges, une chapelle d'architecture en bois russe typique du Nord russe, construite en 1755 sur le site d'une église délabrée de 1687. L'édifice est classé comme objet patrimonial culturel de Russie d'importance régionale sous le no 291510226040005 depuis 1998. Des travaux de restaurations ont été menés en 2012.